# Aralbarb
Aralbarb (Luciobarbus brachycephalus) är en fiskart som först beskrevs av Kessler 1872.  Aralbarb ingår i släktet Luciobarbus och familjen karpfiskar. IUCN kategoriserar arten globalt som sårbar. Inga underarter finns listade i Catalogue of Life.

## Bildgalleri

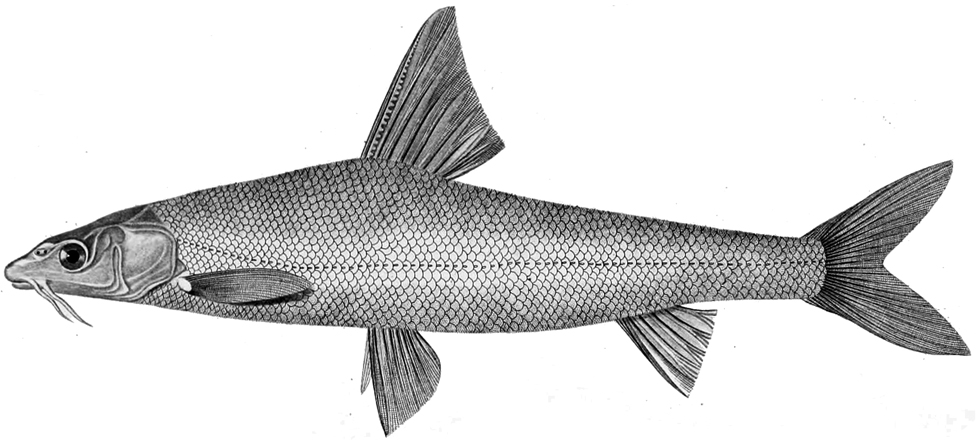